# Paix de Värälä

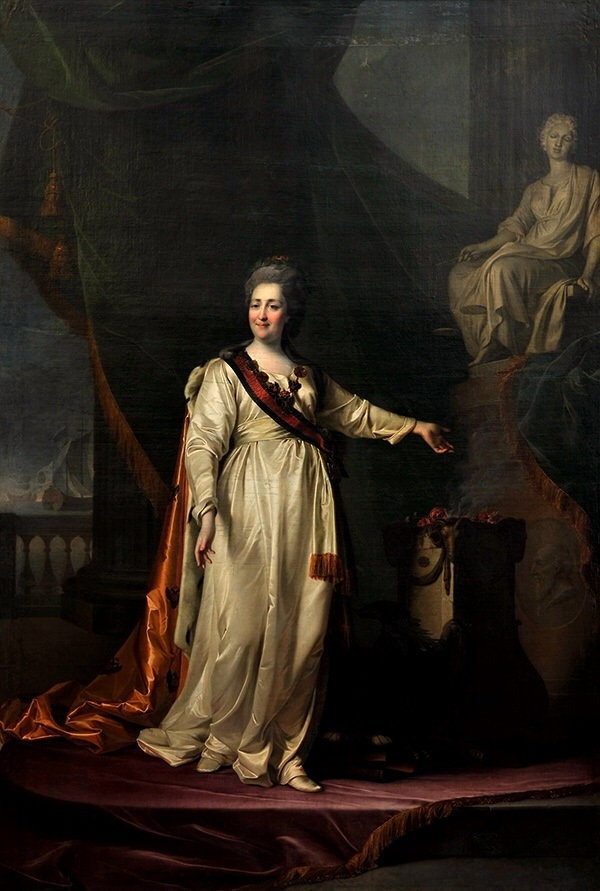
Peinture de la tsarine Catherine II par D.Levitskiy.

La paix de Värälä ou Varela fut un traité de paix signé entre la Russie et la Suède le 14 août 1790 à Värälä, près d'Elimäki en Finlande, à la suite de la guerre russo-suédoise de 1788-1790.
Négocié entre le général Igelström (pour la Russie) et le comte Armfelt (pour la Suède), il mit un terme aux ambitions de Gustave III en Russie, ainsi qu'aux interférences russes dans les affaires intérieures suédoises. Les clauses du traité d'Åbo y furent globalement confirmées et les deux puissances se rendirent mutuellement leurs conquêtes.